# (5549) Bobstefanik
(5549) Bobstefanik es un asteroide perteneciente al cinturón de asteroides descubierto el 1 de abril de 1981 por el equipo del Observatorio del Harvard College desde la Estación George R. Agassiz, Estados Unidos.

## Designación y nombre
Designado provisionalmente como 1981 GM1. Fue nombrado Bobstefanik en honor a Robert Stefanik, director del Observatorio Oak Ridge, donde se descubrió este planeta menor. La investigación estelar de Stefanik incluye la determinación de un nuevo conjunto de estándares de velocidad radial, la búsqueda de compañeros estelares de baja masa y la determinación de órbitas de estrellas binarias.

## Características orbitales
Bobstefanik está situado a una distancia media del Sol de 2,595 ua, pudiendo alejarse hasta 2,840 ua y acercarse hasta 2,351 ua. Su excentricidad es 0,094 y la inclinación orbital 13,93 grados. Emplea 1527,60 días en completar una órbita alrededor del Sol.

## Características físicas
La magnitud absoluta de Bobstefanik es 13. Tiene 6,395 km de diámetro y su albedo se estima en 0,328. 